# Yun Jung-hee
Yun Jung-hee, née Son Mi-ja à Pusan (Corée du Sud) le 30 juillet 1944 et morte à Bussy-Saint-Georges le 19 janvier 2023,, est une actrice coréenne.
Elle fait partie d'une triade d'actrices vedettes de la période des années 1960, surnommée la troïka des années 1960.
Au cours d'une carrière bien remplie, elle tourne dans plus de 200 films.
Contrairement aux traditions de son milieu professionnel, elle n'épouse pas de riche homme d'affaires mais un musicien, le pianiste Kun-Woo Paik.

## Filmographie
- 1966 : Cheongchun Geukjang (청춘극장), premier film
- 1967 : Angae
- 1972 : 0 shi
- 1972 : Seokhwachon
- 1973 : Samil cheonha
- 1979 : L'Arc divin
- 2010 : Poetry

## Distinctions
- 1973 : Prix de la meilleure actrice au Festival du film Asie-Pacifique
- 2011 : Los Angeles Film Critics Association Award de la meilleure actrice